# Adassa
Adassa (Miami, 5 de febrero de 1987) es una cantautora estadounidense de reggaetón urbano también conocida como "The reggaetón princess" o "La princesa del reggaetón".

## Reseña biográfica
Adassa nació en Miami, Florida y fue criada en Santa Cruz, Islas Vírgenes por sus padres afrocolombianos.

## Carrera
Ha realizado giras y colaborado con artistas como Daddy Yankee, Lil 'Flip, Pitbull, Ivy Queen, Don Omar, Lil Jon, Kevin Lyttle, Vico. C, Baby Rasta & Gringo, Wisin & Yandel, Sasha, Baby Bash y Juvenile entre otros. 
También hizo cameos de alto perfil con Ciara y Missy Elliott en "1, 2 Step" (Don Candiani Reggaetón Remix), con Pitbull en la pista principal de su segundo álbum Kamasutra, y junto a Tego Calderón y Roselyn Sánchez.
También tuvo éxito en Europa con la canción "Bounce" (dúo con la estrella del pop turco Tarkan).
Su sencillo de 2005 "De Tra" alcanzó el puesto 40 en la lista Billboard Latin Tropical Airplay. Los últimos sencillos de Adassa, "Dancing Alone" y "Little White Lies", ocuparon las primeras posiciones en las listas de baile alemanas a principios de 2013.
Ella hará su debut actoral en la película animada de Disney Encanto como la voz de Dolores Madrigal.
En 2021, se convirtió en parte del elenco de la película animada Encanto de Disney que se estrenó en noviembre de ese año, donde hizo su debut actoral como la voz de Dolores Madrigal.

## Discografía

### Álbumes
- 2004: On the Floor
- 2005: Kamasutra
- 2007: Adassa

### Sencillos
| Año  | Sencillos | Posiciones   | Posiciones   | Posiciones   | Posiciones      | Posiciones | Álbum(es)                                    |
| Año  | Sencillos | U.S. Hot 100 | U.S.HotLatin | U.S.Tropical | U.S.R&B/Hip-Hop | U.S.Dance  | Álbum(es)                                    |
| ---- | --- | ------------ | ------------ | ------------ | --------------- | ---------- | -------------------------------------------- |
| 2004 | "On the Floor" | —            | —            | —            | —               | —          | On the Floor                                 |
| 2005 | "De Tra" (feat. Taino)                                                                                                  | —            | —            | 40           | —               | —          | Kamasutra                                    |
| 2005 | "Dejare de Quererte" | —            | —            | —            | —               | —          | Kamasutra                                    |
| 2006 | "Kamasutra" (feat. Pitbull)                                                                                             | —            | —            | 12           | —               | —          | Kamasutra                                    |
| 2007 | "La Manera" | —            | —            | —            | —               | —          | Adassa                                       |
| 2007 | "No Me Compares" | —            | —            | —            | —               | —          | Adassa                                       |
| 2008 | "All I Wanna Do" | —            | —            | —            | —               | —          | non-album songs                              |
| 2008 | "Sexy (Dance Remix)" | —            | —            | —            | —               | —          | non-album songs                              |
| 2014 | "Backfire" | —            | —            | —            | —               | —          | non-album songs                              |
| 2017 | "Loca!" (feat. Pitbull)                                                                                                 | —            | —            | —            | —               | —          | non-album songs                              |
| 2021 | «We Don't Talk About Bruno» (junto a Carolina Gaitán, Stephanie Beatriz, Mauro Castillo, Rhenzy Feliz y Diane Guerrero) | 1            | —            | —            | —               | —          | Encanto (Original Picture Motion Soundtrack) |

### Videos musicales
- "On the Floor" (2004)
- "De Tra" (2005)
- "Dejare de Quererte" (2005)
- "Kamasutra" (feat. Pitbull) (2006)
- La Manera (2007)
- No Me Compares (2007)
- "All I Wanna Do" (2008)
- "Sexy" (Dance Remix)" (2008)
- Brindemos Por El Amor (2012)
- La Gata (2013)
- BOOM (He Won't Get Away)(David May Mix Cue feat. Snoop Dogg & Adassa) (2014)
- I Wanna Feel Real(Code Beat feat. Flo Rida, Teairra Marie, Adassa)" (2014)
- "Loca" (feat.Pitbull)" (2016)
- Razor Blade(Eyes Of Providence feat. Adassa)" (2016)
- Tu Traicion (2017)
- Porque Ella Y No Yo (2018)
- "M.B.S" (2018)
- Bello Y Eterno (2021)